# USS Shark
USS Shark (The Shark Mutiny) è un romanzo techno-thriller di Patrick Robinson del 2001.
La trama è simile a quella di un precedente romanzo dello scrittore britannico, Seawolf.

## Trama
Anno 2007. Iran e Cina si accordano per minare lo stretto di Hormuz e provocare una crisi petrolifera internazionale a loro vantaggio. Dopo che quattro petroliere affondano (tre a causa delle mine e una in un attacco sottomarino cinese) una flotta multinazionale a guida USA interviene per bonificare il tratto di mare e mettere fine all'azione cino – iraniana. Gli Stati Uniti contrattaccano danneggiando una nave da guerra cinese nel Golfo Persico e realizzando un raid del SEAL ai danni di una raffineria in Iran controllata dai militari cinesi. Stranamente la Marina Cinese, nonostante le significative perdite umane ed economiche subite, si limita a ritirarsi e a lasciare gli americani padroni del campo.
Si scopre in seguito che l'azione cinese nel Golfo Persico altro non era che un astuto diversivo per spingere l'US Navy a sguarnire il Mar Cinese Meridionale, permettendo così un progetto che la Cina persegue dal lontano 1949: la riconquista di Taiwan. Senza il supporto aeronavale statunitense infatti le forze taiwanesi sono costrette alla resa dopo due settimane di eroica resistenza. Gli invasori cinesi, nonostante subiscano perdite di gran lunga superiori ai taiwanesi, riescono a prevalere solo grazie alla loro schiacciante superiorità numerica e bombardando indiscriminatamente la popolazione locale, per stroncare il morale dei difensori. Una vittoria molto amara e sofferta per i cinesi, che si ritrovano sotto embargo internazionale.
Per mettere fine all'espansionismo cinese gli Stati Uniti pianificano all'ora un'ambiziosa azione: far distruggere da un distaccamento di 12 SEAL una nuova base che la Marina Cinese ha costruito nelle giungle del Myanmar (l'ex Birmania). Il loro comandante è il capitano di fregata Rick Hunter.
Il distaccamento d'assalto deve infiltrarsi nella zona per mezzo del sottomarino USS Shark, che era già entrato in azione nel Golfo Persico. Il reparto di SEAL riesce a compiere la missione, ma si ritrova inseguito da tre elicotteri da combattimento nemici e gli incursori sembrano destinati a soccombere, perché il comandante del sottomarino USS Shark non intende intervenire in loro aiuto (del resto già in Iran si era verificata la stessa situazione e questo aveva provocato la morte di un SEAL ferito). Tuttavia avviene un episodio unico nella storia della Marina Americana: gli ufficiali del sottomarino decidono di mettere agli arresti il comandante per infermità mentale ed il nuovo comandante, il capitano di corvetta Dan Headly, decide di intervenire. Nello scontro che segue quattro SEAL sono uccisi e due gravemente feriti, ma i tre elicotteri vengono abbattuti, due dall'USS Shark ed uno dai SEAL con le loro mitragliatrici.
La vicenda si conclude con una corte marziale che condanna il capitano di corvetta Headley per “ammutinamento” e lo condanna alla radiazione dalla Marina, anche se non gli viene inflitta alcuna pena detentiva. D'altro canto anche l'ex comandante del sommergibile è considerato dalla corte marziale inadatto al suo incarico, dati gli evidenti segni di squilibrio mentale ed un comportamento decisamente vile dimostrato in battaglia, ed anche questi sarà costretto a lasciare la Marina.
Per protesta contro questa sentenza due pluridecorati ufficiali dei SEAL decidono di dimettersi e uno di loro è il capitano di fregata Hunter, amico d'infanzia di Headly. I due amici, che sembravano destinati a raggiungere i vertici dell'US Navy, devono invece ritornare a casa ed iniziare una nuova vita, come allevatori di cavalli purosangue.

## Edizioni
- Patrick Robinson, USS Shark, Teadue, TEA, 2003, pp. 438